# 葵東
葵 東（あおい あずま、男性、6月2日 - ）は日本のライトノベル作家である。本名坂井 浩明（さかい ひろあき）。 東京都出身。第1回GA文庫大賞奨励賞受賞。

## 略歴
小説を書き始めたきっかけは、図書館で「小説工房」という本に出会って小説は読むより書く方が楽しいと思ったことから。
2008年、第1回GA文庫大賞奨励賞を受賞。
2009年、『魔法の材料ございます -ドーク魔法材店三代目仕入れ苦労譚-』で作家デビュー。

## 人物
自著の『魔法の材料ございます』シリーズがファイル交換ソフトで公開されたことから、自身のブログでファイル交換ソフトでの公開を中止するように訴えた。図書館を利用したり、古本屋を利用しても構わないがファイル交換によって作品を読むことは作者や作品への冒涜でファイル公開者は「物書きの敵」と語った。 
化学物質過敏症を公言しており、喫煙者が通った跡なら50メートル離れても、喫煙所なら風下で100メートル離れても苦しいと語っている。
外国人参政権に反対していることから自民党を支持し、民主党に対しても否定的な意見を述べている。
2011年東北地方太平洋沖地震を受け、『魔法の材料ございます』6巻の初版だけでなく重版分も含めた印税を全て、日本赤十字社に寄付する事をブログで発表した。

## 作品リスト
- 『魔法の材料ございます』シリーズ(全11巻)
  - 『魔法の材料ございます  -ドーク魔法材店三代目仕入れ苦労譚-』 ISBN 978-4-7973-5535-2
  - 『魔法の材料ございます2 -ドーク魔法材店三代目仕入れ苦労譚-』 ISBN 978-4-7973-5762-2
  - 『魔法の材料ございます3 -ドーク魔法材店三代目仕入れ苦労譚-』 ISBN 978-4-7973-5865-0
  - 『魔法の材料ございます4 -ドーク魔法材店三代目仕入れ苦労譚-』 ISBN 978-4-7973-6079-0
  - 『魔法の材料ございます5 -ドーク魔法材店三代目仕入れ苦労譚-』 ISBN 978-4-7973-6156-8
  - 『魔法の材料ございます6 -ドーク魔法材店三代目仕入れ苦労譚-』 ISBN 978-4-7973-6404-0
  - 『魔法の材料ございます7 -ドーク魔法材店三代目仕入れ苦労譚-』 ISBN 978-4-7973-6639-6
  - 『魔法の材料ございます8 -ドーク魔法材店三代目仕入れ苦労譚-』 ISBN 978-4-7973-6812-3
  - 『魔法の材料ございます9 -ドーク魔法材店三代目仕入れ苦労譚-』 ISBN 978-4-7973-6897-0
  - 『魔法の材料ございます10 -ドーク魔法材店三代目仕入れ苦労譚-』 ISBN 978-4-7973-7028-7
  - 『魔法の材料ございます11 -ドーク魔法材店三代目仕入れ苦労譚-』 ISBN 978-4-7973-7202-1